# Carvana
Carvana — интернет-магазин подержанных автомобилей, базирующийся в Темпе, штат Аризона. Компания является онлайн-дилером подержанных автомобилей в Соединенных Штатах и известна своими многоэтажными автоматами по продаже автомобилей. Carvana была включена в список Fortune 500 2021 года, как одна из самых молодых компаний, добавленных в список.

## История
Carvana была основана Эрнестом Гарсией III, Райаном Китоном и Беном Хьюстоном в 2012 году. Первоначальный раунд финансирования компании поступил от продавца подержанных автомобилей и финансовой компании DriveTime.
В ноябре 2013 года Carvana открыла первую версию автомата по продаже автомобилей. В 2015 году в Нэшвилле, штат Теннесси, открылась полностью автоматизированная версия автомата по продаже автомобилей с монетоприемником. По состоянию на май 2022 года у Carvana в США 32 торговых автомата.
В апреле 2017 года компания стала публичной и начала торговаться на Нью-Йоркской фондовой бирже под символом CVNA. Также в 2017 году Carvana приобрела конкурирующий автомобильный стартап Carlypso, чтобы улучшить данные об автомобилях и аналитические инструменты. В апреле 2018 года Carvana потратила 22 миллиона долларов на приобретение Car360, поддерживаемого Марком Кьюбаном, за его технологию для смартфонов, позволяющую делать фотографии автомобилей с помощью трехмерного компьютерного зрения, машинного обучения и дополненной реальности.
Во время COVID-19 Carvana представила бесконтактную доставку и самовывоз в марте 2020 года. Во втором квартале 2020 года компания сообщила о 25 % увеличении продаж автомобилей в результате закрытия физических дилерских центров из-за пандемии COVID-19. Валовой доход Carvana составил 1,12 миллиарда долларов, что на 13 % больше за период с апреля по июнь 2020 года.
В 2020 году Carvana продала 244 111 автомобилей и получила годовой доход в размере 5,587 млрд долларов, что сделало её вторым по величине онлайн-продавцом подержанных автомобилей в США.
По состоянию на август 2021 года доставка Carvana «на следующий день» была доступна на 300 рынках по всей стране.
Во время пандемии COVID-19 рыночная стоимость Carvana резко выросла, когда потребители обратились к онлайн-рынкам автомобилей.
В статье от 10 мая 2022 года в The Wall Street Journal сообщалось, что Carvana была вынуждена уволить 12 процентов своего персонала (2500 сотрудников) после того, как не оправдала ожиданий роста. Акции Carvana упали на 90 % по сравнению с их 52-недельной ценой, так как интерес к компании резко упал.
4 ноября 2022 года цена акций Carvana упала примерно на 40 процентов из-за плохих финансовых результатов за третий квартал. Общее количество проданных подержанных автомобилей сократилось на 8 процентов до 102 570 единиц. Аналитики обвинили рост стоимости заимствований и повышение цен на подержанные автомобили.